# 指令誘導
指令誘導（英語: command guidance）は、ミサイルなどに指令信号を送信して、所定の経路上を飛翔させる誘導方式。

## 概要
指令誘導では、目標とミサイルそれぞれの位置をそれぞれ追尾し、ミサイルに命中する点まで時々刻々の位置を指令する。この場合、ミサイルの搭載機器は受信機だけで済むため、目標を捕捉するためのシーカや、誘導演算を行う装置をミサイルに搭載する必要がなく、大型で高性能なレーダや誘導演算装置を繰り返し使用できる利点がある。
指令方向を定めるために、指令点とミサイルの横方向・縦方向座標を一致させる工夫が必要となる。ミサイルのローリング安定を完全に行えば、ミサイルは回転せずに発射時の座標を保つので、指令点とミサイルの座標を合わせることができる。従って、ローリングの安定化、あるいは慣性座標に対しての基準が指令誘導方式の基本である。
誘導信号をミサイルに送信する際には、無線（電波）もしくは有線通信が用いられる。有線通信を用いる場合にはミサイルと指令装置との間の距離に制限があるが、無線で送信する場合には電子攻撃に対して脆弱となってしまうという弱点がある。また地上レーダーなど遠方の他システムからの情報のみでミサイルを目標に誘導するには精度に限界があることも課題である。
特にビームライディング誘導と目視線指令誘導は、第1世代のミサイルの誘導方式として広く使用された。しかし電子工学の進歩とともに、誘導演算装置などの小型化・高性能化および低価格化が進んでいることもあって、近年では、指令誘導を単独で使用するというよりは、他の方式と複合させて、例えばホーミング誘導を開始する前の中間誘導点の指令などに使われるようになっている。

## 分類
指令誘導は、使用されるミサイルの航法方式に応じて、ビームライディング航法、目視線指令航法、指令による比例航法に分類できる。

### ビームライディング
ビームライディング誘導（英語: beam riding guidance）は、目標に対してビームを照射し、そのビームに乗ってミサイルが目標に向かう誘導方式。外部の射撃指揮装置が目標を追尾する際の目視線を基準とする点では目視線指令誘導（CLOS）と類似するが、制御をミサイル自身が行なうという点で異なっている。
この方式では、1つのレーダーを使って指令と目標追尾が行われる。すなわち、まずレーダーで目標を追尾し、ミサイルを目標方向に向けて発射すると、ミサイルはレーダービームの中心を検出して飛翔していく。ただしこの方式では、ミサイルが目視線上にあるときもその機軸が目視線と一致せず、かなりの角度になるという欠点がある。このため飛翔経路は著しく湾曲していて、比例航法の場合のような線形理論を作ることはできない。

### 目視線指令誘導
目視線指令誘導（英語: Command guidance to Line of Sight, CLOS）方式は、外部の射撃指揮装置が目標を追尾する際の目視線 (LOS) と、実際のミサイルの位置とのずれをもとにして、ミサイルに針路を修正するよう指示する方式。
対戦車ミサイルの場合、第1世代では手動のCLOS（MCLOS）が用いられていたが、第2世代では半自動化されたCLOS（SACLOS）へと進歩した。すなわち、手動式の場合にはオペレータが目標（戦車）とミサイルを目視で追いかけ、両者の視方向が一致するようにジョイスティックを操作して遠隔操縦を行っていたのに対し、半自動式の場合にはミサイルに対する追尾は自動式に行われるようになり、オペレータは目標を追尾するだけでよくなったことで、ジョイスティックの操作が不必要となり、操作とともに精神的負担も著しく軽減された。なお指令信号の送信には有線が多く用いられる。
一方、地対空ミサイル・艦対空ミサイルの場合、全自動式のCLOS（ACLOS）が用いられており、指令信号は電波および光波によって送信される。
ビームライディング誘導と比べて、特に誘導の初期には指令の自由度が大きいが、最終的にはビームライディング誘導と同様になり、ミサイルに大きな加速度がかかり、やはり望ましい経路とはいえない。

### 指令による比例航法
目標とミサイルの両方を追尾し、目標とミサイルの現在位置と目視線（LOS）から、LOSの変化率を算出し、ミサイルに比例航法 (Proportional navigation) を行わせる方式。なお、本方式のように目標とミサイルの現在位置を元に指令誘導を行う方式を、CLOSになぞらえてCOLOS（command off line-of-sight guidance）と称することもある。
ミサイルの座標と指令点の座標方向が合っていないと、ミサイルは予期しない方向に飛翔するが、その場合には、次の指令ではミサイルの姿勢角を考慮して指令を行う。この結果、飛翔経路はホーミング誘導と同様の比例航法となり、理想の経路となる。ただし、他の指令誘導方式と比べて、ミサイルと指令点との情報のやり取りが多くなることから、電子防護の配慮が必要となる。
パトリオット地対空ミサイルなどで採用されたミサイル経由追尾（TVM）がこの一例である。またAMRAAM空対空ミサイルやSM-2MR/ER艦対空ミサイルでも、慣性誘導にこのような指令誘導を組み合わせて、中期航法を行っている。